# Giuseppe Brambilla (ciclista)
Giuseppe Brambilla (Melzo, 25 ottobre 1888 – Milano, 29 aprile 1918) è stato un ciclista su strada italiano.
Professionista dal 1908 al 1914, colse quattro vittorie in carriera.

## Carriera
Ciclista professionista nei primi anni del 1900, fu autore di due buone stagioni, il 1909 e il 1910: al primo anno vinse la Coppa del Re e giunse secondo nel Giro della Romagna, mentre nel 1910 vinse tre tappe della Ai mari, ai laghi, ai monti mettendosi in luce come passista veloce. Da qui una lunga involuzione, fermato dalla guerra e soprattutto da un male incurabile che lo spense a soli trent'anni.
Nonostante alcune fonti, tra cui il quotidiano L'Auto, riportino la partecipazione al Tour de France 1909 di Cesare Brambilla, sembra fu Giuseppe, suo compagno nella Atala-Dunlop, a parteciparvi.
Anche sulla data di nascita le fonti sono discordanti e viene segnalata come errata la nascita nel dicembre del 1875 a Gorla Maggiore.

## Palmarès
- 1909

Coppa del Re
- 1910

2ª tappa Ai mari, ai laghi, ai monti (Salsomaggiore Terme > Rimini)
6ª tappa Ai mari, ai laghi, ai monti (Acqui Terme > Pallanza)
7ª tappa Ai mari, ai laghi, ai monti (Pallanza > Salò)

## Piazzamenti

### Grandi giri
- Giro d'Italia

1909: ritirato
1910: ritirato
1911: ritirato
1913: ritirato
- Tour de France

1909: ritirato